# Trischistognatha yepezi
Trischistognatha yepezi là một loài bướm đêm trong họ Crambidae.